# Hemicloea michaelseni
Espèce
Hemicloea michaelseni est une espèce d'araignées aranéomorphes de la famille des Trochanteriidae.

## Distribution
Cette espèce est endémique d'Australie-Occidentale. Elle se rencontre vers Yalgoo et Karrakatta.

## Description
Les femelles mesurent mesure de 11 à 12 mm.

## Publication originale
- Simon, 1908 : Araneae. 1re partie. Die Fauna Südwest-Australiens. Jena, vol. 1, no 12, p. 359-446 (texte intégral).